# Unico Wilhelm van Wassenaer
Unico Wilhelm van Wassenaer (Delden, 2 de novembre de 1692 – La Haia, 9 de novembre de 1766) fou un compositor i diplomàtic holandès. Va reorganitzar el Bailiwick d'Utrecht de l'Orde Teutònic. Les seves composicions més importants que sobreviuen són els Concerti Armonici, que fins al 1980 havien estat mal atribuïts al compositor italià Giovanni Battista Pergolesi (1710-1736) i a Carlo Ricciotti (1681-1756).

## Joventut
Van Wassenaer va néixer en una distingida família de riquesa, poder i èxit: la Casa de Wassenaer. El seu avi, Jacob van Wassenaer Obdam, va ser comandant suprem de la marina confederada neerlandesa, i va morir en batalla el 1665 a la Segona Guerra Anglo-Holandesa; el seu pare, Jacob van Wassenaer Obdam, va servir com a general de l'exèrcit en la Guerra de Successió Espanyola, va ser derrotat el 1703 a la batalla d'Ekeren, i va passar la resta de la seva carrera com a diplomàtic. Va créixer a la Haia, on se li va ensenyar a tocar el clavicèmbal i el violí. El 1707-09 es va quedar amb el seu pare i les seves tres germanes a Düsseldorf a la cort de Johann Wilhelm, Elector Palatí. Les fortes influències italianes a la cort van tenir una gran influència en el seu desenvolupament musical. El 18 de setembre de 1710 Unico Wilhelm va ser admès a la Universitat de Leiden per estudiar dret i altres cursos en aquell centre docent. El desembre de 1711 va interrompre els seus estudis per anar a Frankfurt per a la coronació de l'emperador Carles VI. El juny de 1713, després de completar els seus estudis, va tornar a Düsseldorf, on s'havien establert el seu pare i les seves germanes. Potser va acompanyar a Van Wassenaer Duyvenvoorde en una visita a Gran Bretanya entre 1715 i 1716. Va fer una gran gira per França i Itàlia entre 1717 i 1718.
El 1723 es va casar amb Lucia Dodonea van Goslinga (filla de Sicco van Goslinga), amb qui va tenir tres fills. Van Wassenaer ocupà alts càrrecs diplomàtics, militars i comercials. Se sap que era respectat tant com a diplomàtic com a músic.

## Càrrecs oficials
Unico Wilhelm havia heretat la finca de Twickel del seu pare el 1714 i tres anys més tard va ser admès com a cavaller d'Overijssel. Va viure en aquesta regió des de 1719 fins a 1724, quan va acceptar un càrrec a Holanda. El seu germà gran Johan Hendrik el va trobar com a gestor d'aigües de Renània (1723), conseller de l'Almirallat (1724) i governador de la Companyia Holandesa de les Índies Orientals (1734). Aquestes feines el van mantenir a l'Haia i als voltants. Després de la mort del seu germà el 1745, es va traslladar a la casa Van Wassenaer a Kneuterdijk. Un any més tard va ser admès a la cavalleria holandesa. Unico Wilhelm va continuar passant part del seu temps a Twickel, i el 1726 va fer fer mapes d'aquesta propietat i de la resta de la seva herència.
El 1744 Unico Wilhelm va ser enviat en missió diplomàtica a la cort francesa, i a la tardor de 1744 i de nou el 1745 va ser enviat a la cort de Clemens August, elector de Colònia. El 1746 va tornar a França, i finalment el 1746–47 a Breda per a més converses amb els francesos. Encara que clarament intel·ligent, Unico Wilhelm no era un diplomàtic natural. Unico Wilhelm era un comandant de la Bailía d'Utrecht de l'Ordre Teutònic. Va ser nomenat coadjutor el 1753, i va introduir innovacions administratives i de gestió. El 1761 va ser nomenat comandant de l'orde. Va morir a La Haia el 9 de novembre de 1766.

## Música
Mentre estava establert a l'Haia entre 1725 i 1740, Unico Wilhelm va escriure els sis Concerts Armonici, però no se sap si per ser noble o per dubtar de la seva capacitat com a autor no el volgué publicar amb el seu nom. Els Concerti armonici, publicats anònimament el 1740, es van imprimir a Londres el 1755 com a composicions del violinista i empresari Carlo Ricciotti (c. 1681–1756), al qual li atribuïren en un principi els concerts. Per aquest motiu a Wassenaer se l'anomena el «compositor misteri». Des d'aleshores s'ha establert que aquestes eren obra d'Unico Wilhelm. No hi ha proves que Ricciotti hagi escrit cap música. Els concerts estaven dedicats a l'amic de Wilhelm, el comte Willem Bentinck. Els moviments lents dels concerts tenen una bellesa expressiva.
El compositor polonès Franciszek Lessel (1780–1838) va afirmar incorrectament que els concerts van ser escrits per Pergolesi. Atès que l'estil dels concerts és italià, presentat a la manera típica romana amb quatre parts per a violí i que consta de quatre parts en comptes de les tres venecianes, són comparables a les obres de Pietro Locatelli.
Tanmateix, entre 1979 i 1980 es va trobar un manuscrit dels sis concerts als arxius del castell de Twickel (el castell on va néixer Van Wassenaer) anomenat "Concerti Armonici". Tot i que l'escriptura no era de Van Wassenaer, el manuscrit sí que tenia una introducció a la mà que deia: "Partition de mes concerts gravez par le Sr. Ricciotti". A causa de la investigació feta pel musicòleg holandès Albert Dunning, no hi ha dubte que els concerts van ser, de fet, escrits per Van Wassenaer.

Dunning cita íntegrament el pròleg del compositor:
Concerti Armonici es troben entre les obres que serviren de base per la Pulcinella, d'Ígor Stravinski sobre la base que en aquell moment es consideraven de Pergolesi. A part d'Armonici Concerti, tres sonates per a flauta dolça i continu han estat descobertes en el decenni 1990.